# 茨榆坨街道
茨榆坨街道，是中华人民共和国辽宁省沈阳市辽中区下辖的一个乡镇级行政单位。茨榆坨街道办事处驻地为茨榆坨街68甲号。

## 行政区划
茨榆坨街道下辖以下地区：
第一社区、第二社区、第三社区、第四社区、第五社区、第六社区、西山村、前边外村、太平村、小莲花村、大莲花村、后犸猇岺村、后边外村、黄腊坨南村、黄腊坨北村、赵寇村、前犸猇岺村和偏堡子村。